# Công ty kem Jack và Jill

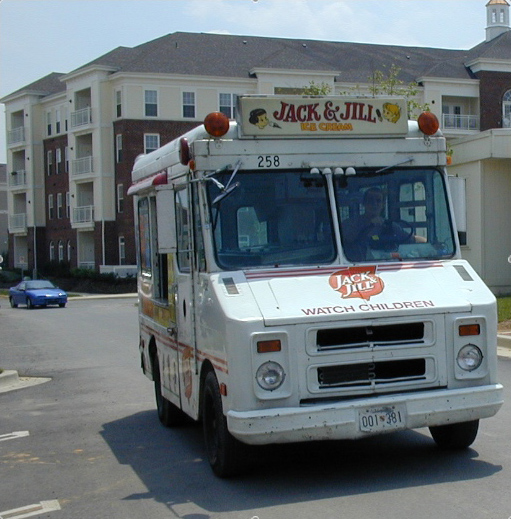
Xe tải kem Jack và Jill ở Kentlands, Maryland

Công ty kem Jack và Jill, tiếng Anh là Jack and Jill Ice Cream Company, được thành lập bởi Max Schwartz vào năm 1929 tại Philadelphia, Pennsylvania. Schwartz bán kem, anh mang chúng qua các đường phố Philadelphia. Năm 1936, công ty đã mua chiếc xe tải kem đầu tiên để bán kem. Ngoài xe tải, công ty cũng bán kem cho các nhà hàng và dịch vụ ăn uống, trong các cửa hàng và trong các máy bán hàng tự động trên khắp vùng Trung-Đại Tây Dương Hoa Kỳ. Jack và Jill được cho là đã tạo ra và ra mắt Choco Taco, sau này được bán cho Good Humor-Breyers.
Công ty được đặt tên theo tên một bài hát trẻ con "Jack and Jill" và có trụ sở tại Moorestown, New Jersey.

## Đối thủ cạnh tranh
- Good Humor
- Mister Softee

## Liên kết
- Jack and Jill Ice Cream website